# さいたま車掌区
さいたま車掌区（さいたましゃしょうく）は、埼玉県さいたま市にあった東日本旅客鉄道（JR東日本）大宮支社の車掌が所属する組織。2024年11月30日限りで廃止し現在は浦和統括センター乗務ユニット。
- 1962年（昭和37年）4月16日 蒲田車掌区浦和派出所を設置。浦和電車区に隣接
- 1972年（昭和47年）10月16日 大宮車掌区浦和派出所に所属替え。
- 1973年（昭和48年）1月16日 大宮車掌区浦和支区に昇格。
- 1988年（昭和63年）3月13日 浦和車掌区に昇格。
- 2015年（平成27年）3月14日 さいたま車掌区に改称。
- 2024年（令和6年）12月1日 浦和東営業統括センターに、さいたま運転区、さいたま車掌区を統合して浦和統括センター発足。船橋統括センターに当区の武蔵野線行路を移管する。浦和東営業統括センター、さいたま運転区、さいたま車掌区を廃止する。